# Грузинский, Александр Павлович
Александр Павлович Грузи́нский (1899—1968) — советский актёр театра и кино. Народный артист РСФСР (1949).

## Биография
А. П. Грузинский родился 23 июня (5 июля) 1899 в Москве. Отец — мелкий железнодорожный служащий, мать — портниха. С 1915 по 1917 год был студентом Университета имени Шанявского. Закончив городскую школу, с 1916 по 1919 год работал переписчиком на железной дороге. В 1919 году был командирован на культработу в БАССР в город Стерлитамак. В 1920 году был направлен в Московский Пролеткульт, где был студийцем до 1921 года.
В 1921 году поступил в Малый театр рабочим бутафорской мастерской, совмещая работу с обучением в Высшем театральном училище имени М. С. Щепкина. В 1925 году окончил училище. С 1 сентября 1921 года и до конца жизни — артист Малого театра, c 1933 года — педагог Высшего театрального училища имени М. С. Щепкина. Среди учеников: Т. П. Панкова, А. С. Покровская,
С 1927 по 1931 год по совместительству с Малым театром работал в Центральном театре юного зрителя: актёром, режиссёром и инспектором сцены. Кроме того, Р. Н. Симонов привлекал его к своей работе в качестве сорежиссёра в Педагогическом театре (где сам Симонов работал по секрету, скрывая от дирекции Вахтанговского театра).
Современники и партнёры по сцене отмечают, что при всём своём таланте и удачливой актёрской судьбе это был очень скромный застенчивый человек.
А. П. Грузинский умер 9 января 1968 года. Похоронен на Введенском кладбище (1 уч.).

## Признание и награды
- орден «Знак Почёта» (26.10.1949)
- заслуженный артист РСФСР (1937)
- народный артист РСФСР (26.10.1949)

## Роли в театре
- 1923 — «Недоросль» Д. И. Фонвизина — Тришка, портной
- 1926 — «Лево руля!» В. Н. Билль-Белоцерковского — Хозяин кабачка
- 1930 — «Горе от ума» А. С. Грибоедова — Загорецкий
- 1933 — «На бойком месте» А. Н. Островского — Гришка
- 1937 — «На берегу Невы» К. А. Тренева — Крестьянин
- 1938 — «Любовь Яровая» К. А. Тренева — Фольгин
- 1939 — «Евгения Гранде» по О. Бальзаку — Нотариус Крюшо
- «Комедианты» Х. Бенавенте — Прокурор
- «В степях Украины» А. Е. Корнейчука — Остап
- 1943 — «Нашествие» Л. М. Леонова — Кунц
- 1945 — «Иван Грозный» А. Н. Толстого — Василий Блаженный
- 1945 — «Двенадцатая ночь» Шекспира — Сэр Эгьючик
- 1945 — «Самолет опаздывает на сутки» Н. С. Рыбака и И. А. Савченко — Профессор
- 1947 — «За Камой-рекой» В. П. Тихонова — Воробьев
- 1949 — «Рюи Блаз» В. Гюго — Лакей
- 1949 — «Наш современник» К. Г. Паустовского — суетливый мужичок
- 1949 — «Незабываемый 1919-й» В. В. Вишневского — Старик
- 1951 — «Без вины виноватые» А. Н. Островского — Шмага
- Джекоб Картер — «Дорога свободы» Г. Фаста, ввод — 18.10.52
- Герцог Браччиано — «Ванина Ванини» по Стендалю, премьера — 24.04.55
- 1-я ведьма — «Макбет» В. Шекспира, премьера — 30.12.55
- муж Марины — «Власть тьмы» Л. Н. Толстого, премьера — 04.12.56
- Жильбер Совэн — «Ночной переполох» М.-Ж. Соважона, ввод — 16.01.57
- Васильев — «Село Степанчиково и его обитатели» Ф. М. Достоевского, премьера — 23.04.57
- Благое — «Доктор философии» Б. Нушича, премьера — 07.11.57
- Кокорышкин «Нашествие» Л. М. Леонова (спектакль-концерт), премьера — 08.11.57
- Адъютант барона Танаки — «Порт-Артур» И. Ф. Попова, А. Н. Степанова, ввод 1958 г.
- человек в канотье — «Вечный источник» Д. И. Зорина, ввод — 1958 г.
- 1960 — «Живой труп» Л. Н. Толстого — письмоводитель
- 1961 — «Любовь Яровая» К. А. Тренева — Чир
- 1961 — «Ярмарка тщеславия» В. Теккерея — 1-й джентльмен
- Сенька-Решка — «Весенний гром» Д. И. Зорина, ввод — 23.02.62
- почтальон — «Карточный домик» О. Н. Стукалова, ввод — 18.03.62
- адъютант Танаки — «Порт-Артур» И. Ф. Попова, А. Н. Степанова, возбновление — 25.03.62
- хозяин Никкиля — «Каменное гнездо» Х. Вуолийоки, ввод — 27.04.62
- больной — «Палата» С. И. Алешина, ввод — 17.09.63
- шарманщик — «Госпожа Бовари» Г. Флобера, премьера — 20.09.63
- 1964 — «Власть тьмы» Л. Н. Толстого — сват
- 1964 — «Дачники» М. Горького — Кропилкин
- 1964 — «Ярмарка тщеславия» В. Теккерея — Сэр Питт Кроули
- 1964 — «Человек из Стратфорда» С. И. Алешина — Джо
- 1964 — «Светит, да не греет» А. Н. Островского и Н. Я. Соловьева — Ильич
- Царь — «Умные вещи» С. Я. Маршака, премьера — 19.03.65
- Благое — «Доктор философии» Б. Нушича, премьера возобновления 29.01.66

## Режиссерская работа
- «Доходное место» А. Н. Островского (постановка К. А. Зубова и В. И. Цыганкова, режиссёр-ассистент спектакля А. Грузинский) — 16.04.48 г.
- «Стакан воды» Э. Скриба (спектакль возобновлён режиссёрами Б. П. Бриллиантовым и А. П. Грузинским) — 03.06.53 г.
- «Власть тьмы» Л. Н. Толстого (постановка Б. И. Равенских, режиссёр-ассистент спектакля А. Грузинский) — 04.12.56 г.

## Роли в кино
Фильмы:
- 1939 — Мои университеты — Кузин
- 1960 — Евгения Гранде — нотариус Крюшо
- 1966 — Дачники — сторож Кропилкин
- 1966 — Чёрт с портфелем — Виктор Кузьмич, бригадир наборного цеха
- 1966 — Скверный анекдот — Млекопитаев
- 1966 — Королевская регата — Гервасий Федосеевич, дьячок, дед Тараса
- 1966 — Дневные звёзды — господин с колокольчиками
- 1967 — Война и мир 1812 год. Фильм 3-й — эпизод
- 1967 — Бабье царство — старик-садовод

Телеспектакли:
- 1959 — Растеряева улица — портной
- 1962 — Вашингтонская история — помощник прокурора
- 1963 — Павлик Морозов — Арсений Кулуканов
- 1967 — Случай в гостинице — пан Янек
- 1969 — Встреча

Мультфильмы
- 1954 — Золотая антилопа — слуга раджи